# Danijela Rundqvist

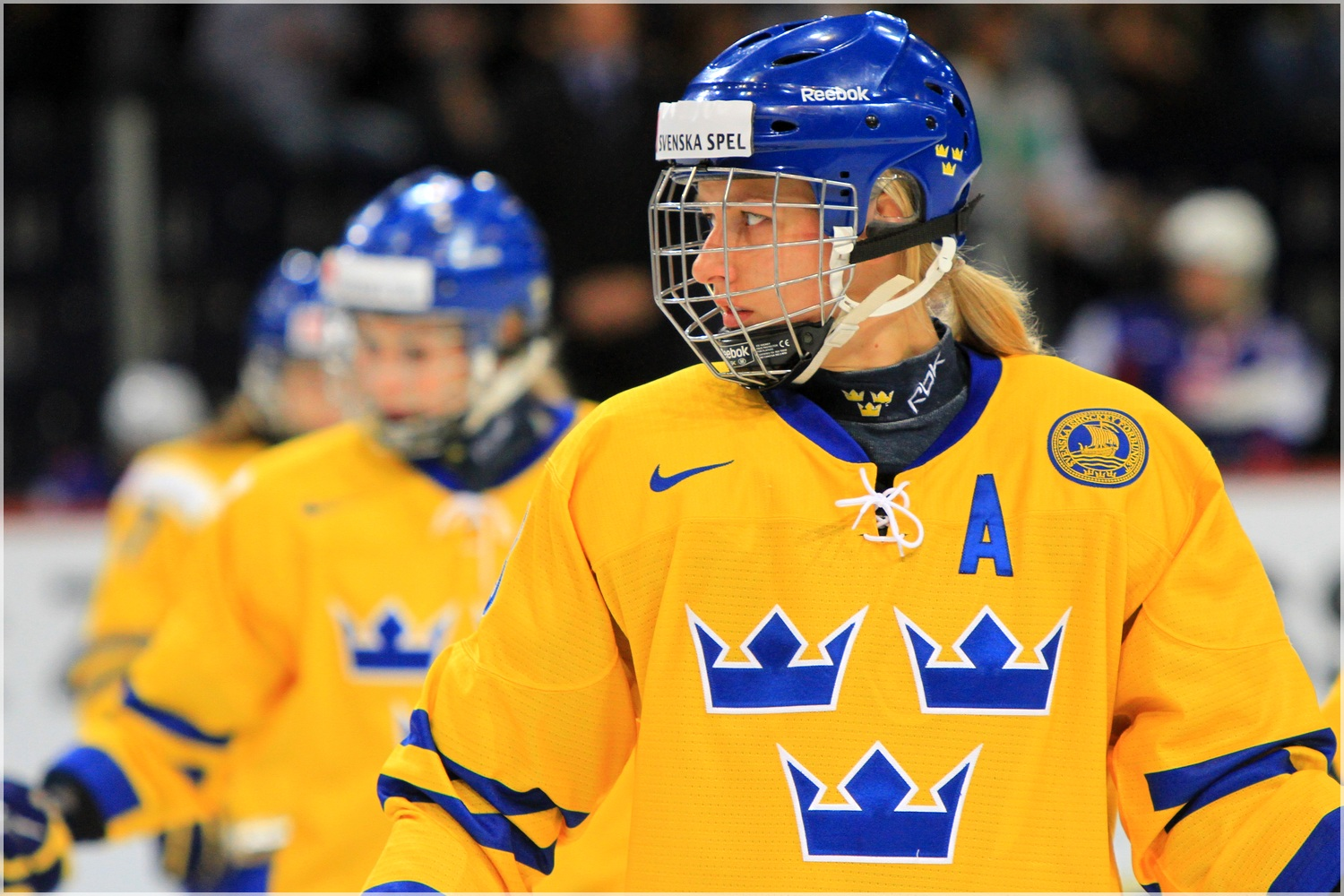
IIHF World Women Championship 2011. Sverige - Slovakien 3-0.

Danijela Kristina Rundqvist, född 26 september 1984 i Stockholm, är en svensk före detta ishockeyspelare. Rundqvists mor är ursprungligen från Serbien och hennes far från Sverige. Hon började spela ishockey när hon var 13 år. Rundqvist spelade sist för Djurgården Hockey i Riksserien. 
Rundqvist spelade i Canadian Women's Hockey League för Burlington 2010–2011. Innan dess spelade hon i AIK IF men kom ursprungligen från Kälvesta HF. Hon deltog i OS 2002 i Salt Lake City, OS 2006 i Turin och OS 2010 i Vancouver. Säsongen 2011–2012 spelade hon i Ryssland för laget HK Tornado. Rundqvist vann ryska mästerskapen samt blev bäst i Europa för klubblag. I Europacupen vann hon poängligan och gjorde totalt mest poäng av alla spelare. Rundqvist är idag (april 2018) verksamhetschef i Djurgårdens IF Damhockey, där hon även har spelat. Säsongen 2014/2015 var hon med och förde upp Djurgårdens damlag till Riksserien efter att laget gått obesegrat genom hela säsongen. Totalt segrade Djurgården i 30 raka matcher och hade en målskillnad på 257–21. 
Hon spelade över 200 landskamper för Sverige och gjorde 41 mål. Hon var Årets hockeytjej 2008 och utsågs till Månadens stockholmare i mars 2006.
Danijela Rundqvist vann Mästarnas mästare 2015 på SVT, vars final sändes 31 maj 2015.
Rundqvist är gift med ishockeyspelaren Nils Ekman, och de har en dotter tillsammans.

## Klubbar
- Kälvesta HF
- AIK Ishockey, -2010
- Burlington Barracudas, Kanada, 2010-11
- HK Tornado, Ryssland, 2011-12
- Lugano, Schweiz, 2012-13
- SDE 2013-2014
- Djurgården Hockey 2014-